# ITF Women’s World Tennis Tour 2022 (April–Juni)
In den folgenden Tabellen werden die Tennisturniere des zweiten Quartals der ITF Women’s World Tennis Tour 2022 dargestellt.

## Turnierplan
| Kategorien            | Kategorien           |
| World Tennis Tour 25+ | World Tennis Tour 15 |
| --------------------- | -------------------- |
| W100                  | —                    |
| W80                   | —                    |
| W60                   | —                    |
| W25                   | —                    |
| —                     | W15                  |

### April
| Datum 1 | Turnierort                                                 | Siegerin Einzel                     | Siegerinnen Doppel                                        |
| ------- | ---------------------------------------------------------- | ----------------------------------- | --------------------------------------------------------- |
| 4.4.    | Oeiras Oeiras Ladies Open 2022                             | Elisabetta Cocciaretto              | Katarzyna Piter Kimberley Zimmermann                      |
| 4.4.    | Pretoria                                                   | wegen schlechten Wetter abgebrochen | wegen schlechten Wetter abgebrochen                       |
| 4.4.    | Chiang Rai                                                 | Alexandra Eala                      | Kyōka Okamura Peangtarn Plipuech                          |
| 4.4.    | Antalya                                                    | Mirra Andrejewa                     | Wlada Kowal Gergana Topalowa                              |
| 4.4.    | Monastir                                                   | Joanna Garland                      | Wang Meiling Yao Xinxin                                   |
| 4.4.    | Scharm asch-Schaich                                        | Liu Fangzhou                        | Gabriella Mujan María Fernanda Navarro                    |
| 11.4.   | Palm Harbor U.S. Pro Women’s Clay Court Championships 2022 | Katie Volynets                      | Sophie Chang Angela Kulikov                               |
| 11.4.   | Bellinzona Bellinzona Ladies Open 2022                     | Raluca Șerban                       | Alicia Barnett Olivia Nicholls                            |
| 11.4.   | Santa Margherita di Pula                                   | Eva Vedder                          | Lina Gjorcheska Eva Vedder                                |
| 11.4.   | Oeiras                                                     | Diana Schneider                     | Jéssica Bouzas Maneiro Guiomar Maristany Zuleta de Reales |
| 11.4.   | Chiang Rai                                                 | Luksika Kumkhum                     | Gösäl Ainitdinowa Marija Timofejewa                       |
| 11.4.   | Nottingham                                                 | Eudice Chong                        | Eudice Chong Wong Hong-yi                                 |
| 11.4.   | Calvi                                                      | Léolia Jeanjean                     | Sofja Lansere Walerija Strachowa                          |
| 11.4.   | Monastir                                                   | Angelica Raggi                      | Dasha Ivanova Jekaterina Jaschina                         |
| 11.4.   | Antalya                                                    | Mirra Andrejewa                     | Vanessa Ersöz Doğa Türkmen                                |
| 11.4.   | Kairo                                                      | Antonia Schmidt                     | Ilinca Dalina Amariei Carolina Kuhl                       |
| 18.4.   | Charlottesville Boar’s Head Resort Women’s Open 2022       | Louisa Chirico                      | Sophie Chang Angela Kulikov                               |
| 18.4.   | Chiasso Axion Open 2022                                    | Lucia Bronzetti                     | Anastasia Dețiuc Miriam Kolodziejová                      |
| 18.4.   | Santa Margherita di Pula                                   | Camilla Rosatello                   | Darja Astachowa Jekaterina Reingold                       |
| 18.4.   | Orlando                                                    | Mirjam Björklund                    | Catherine Harrison Maegan Manasse                         |
| 18.4.   | Monastir                                                   | Zhu Lin                             | Estelle Cascino Jessika Ponchet                           |
| 18.4.   | Nottingham                                                 | Eden Silva                          | Gabriela Knutson Katarína Strešnáková                     |
| 18.4.   | Piracicaba                                                 | Bianca Behúlová                     | Sabastiani Leon Laetitia Pulchartová                      |
| 18.4.   | Antalya                                                    | Julia Middendorf                    | Misaki Matsuda Riko Sawayanagi                            |
| 18.4.   | Kairo                                                      | Anastassija Solotarjowa             | Diletta Cherubini Marija Tkatschowa                       |
| 18.4.   | Schymkent                                                  | Diana Schneider                     | Schibek Qulambajewa Anastassija Suchotina                 |
| 18.4.   | Chiang Rai                                                 | Luksika Kumkhum                     | Catherine Aulia Talia Gibson                              |
| 25.4.   | Charleston LTP 100 2022                                    | Taylor Townsend                     | Katarzyna Kawa Aldila Sutjiadi                            |
| 25.4.   | Zagreb Zagreb Ladies Open 2022                             | Jule Niemeier                       | Anastasia Dețiuc Katarina Sawazka                         |
| 25.4.   | Istanbul Edge Istanbul 2022                                | Diana Schneider                     | Maja Chwalińska Jesika Malečková                          |
| 25.4.   | Santa Margherita di Pula                                   | Arantxa Rus                         | Justina Mikulskytė Nika Radišić                           |
| 25.4.   | Monastir                                                   | Nigina Abduraimova                  | Nigina Abduraimova Hiroko Kuwata                          |
| 25.4.   | Kairo                                                      | Anastassija Solotarjowa             | Océane Babel Weronika Falkowska                           |
| 25.4.   | Antalya                                                    | Xenija Laskutowa                    | Xenija Laskutowa Misaki Matsuda                           |
| 25.4.   | Schymkent                                                  | Tatiana Barkova                     | Schibek Qulambajewa Stéphanie Visscher                    |
| 25.4.   | Chiang Rai                                                 | Ma Yexin                            | Gao Xinyu Xun Fangying                                    |
| 25.4.   | São Paulo                                                  | Martina Capurro Taborda             | Martina Capurro Taborda Fernanda Labraña                  |

### Mai
| Datum 1 | Turnierort                                                                 | Siegerin Einzel                    | Siegerinnen Doppel                               |
| ------- | -------------------------------------------------------------------------- | ---------------------------------- | ------------------------------------------------ |
| 2.5.    | Bonita Springs FineMark Women’s Pro Tennis Championship 2022               | Gabriela Lee                       | Tímea Babos Nao Hibino                           |
| 2.5.    | Wiesbaden Wiesbaden Tennis Open 2022                                       | Danka Kovinić                      | Amina Anschba Panna Udvardy                      |
| 2.5.    | Prag I.ČLTK Prague Open 2022                                               | Maja Chwalińska                    | Bárbara Gatica Rebeca Pereira                    |
| 2.5.    | Koper Koper Open 2022                                                      | Kathinka von Deichmann             | Xenia Knoll Samantha Murray Sharan               |
| 2.5.    | Split                                                                      | Anastasia Kulikova                 | Lea Bošković Veronika Erjavec                    |
| 2.5.    | Nottingham                                                                 | Sonay Kartal                       | Mana Ayukawa Alana Parnaby                       |
| 2.5.    | Monastir                                                                   | Adithya Karunaratne                | Liu Fangzhou Erika Sema                          |
| 2.5.    | Tossa de Mar                                                               | Rosa Vicens Mas                    | Marina Bassols Ribera Ioana Loredana Roșca       |
| 2.5.    | Daytona Beach                                                              | Katrina Scott                      | Hsieh Yu-chieh Hsu Chieh-yu                      |
| 2.5.    | Santa Margherita di Pula                                                   | Sára Bejlek                        | Angelica Moratelli Camilla Rosatello             |
| 2.5.    | Båstad                                                                     | İpek Öz                            | Mona Barthel Caijsa Wilda Hennemann              |
| 2.5.    | Antalya                                                                    | Rina Saigō                         | Dia Ewtimowa Inês Murta                          |
| 2.5.    | Kairo                                                                      | Yang Ya-yi                         | Melanie Klaffner Anastassija Solotarjowa         |
| 2.5.    | Curitiba                                                                   | Bianca Behúlová                    | Martina Capurro Taborda Fernanda Labraña         |
| 9.5.    | La Bisbal d’Empordà Torneig Internacional de Tennis Femení Solgironès 2022 | Wang Xinyu                         | Victoria Jiménez Kasintseva Renata Zarazúa       |
| 9.5.    | Saint-Gaudens Edge Open Saint-Gaudens 31 Occitanie 2022                    | Ylena In-Albon                     | Fernanda Contreras Gómez Lulu Sun                |
| 9.5.    | Varberg                                                                    | Sofia Samavati                     | Jacqueline Cabaj Awad Caijsa Wilda Hennemann     |
| 9.5.    | Santa Margherita di Pula                                                   | Darja Semeņistaja                  | Francisca Jorge Matilde Jorge                    |
| 9.5.    | Sarasota                                                                   | Elizabeth Halbauer                 | Ma Yexin Akvilė Paražinskaitė                    |
| 9.5.    | Nottingham                                                                 | Sonay Kartal                       | Naiktha Bains Maia Lumsden                       |
| 9.5.    | Osijek                                                                     | Dominika Šalková                   | Mana Kawamura Funa Kozaki                        |
| 9.5.    | São Paulo                                                                  | Martina Capurro Taborda            | Martina Capurro Taborda Fernanda Labraña         |
| 9.5.    | Monastir                                                                   | Liu Fangzhou                       | Kristina Paskauskas Wei Sijia                    |
| 9.5.    | Cancún                                                                     | Jessica Hinojosa Gómez             | Saki Imamura Tsao Chia-yi                        |
| 9.5.    | Iraklio                                                                    | Tilwith Di Girolami                | Michaela Laki Dimitra Pavlou                     |
| 9.5.    | Kairo                                                                      | Noma Noha Akugue                   | Yasmin Ezzat Noa Liauw a Fong                    |
| 9.5.    | Antalya                                                                    | Jana Mogilnizkaja                  | Jana Mogilnizkaja Darja Lodikowa                 |
| 16.5.   | Pelham Pelham Racquet Club Pro Classic 2022                                | María Lourdes Carlé                | Carolyn Ansari Ariana Arseneault                 |
| 16.5.   | Rom Trofeo BMW Cup 2022                                                    | Tena Lukas                         | Matilde Paoletti Lisa Pigato                     |
| 16.5.   | Akkon                                                                      | Haruna Arakawa                     | Nicole Khirin Shavit Kimchi                      |
| 16.5.   | Montemor-o-Novo                                                            | Alice Robbe                        | Francisca Jorge Matilde Jorge                    |
| 16.5.   | Naples                                                                     | Kayla Day                          | Anna Rogers Christina Rosca                      |
| 16.5.   | Villach Carinthian Open 2022                                               | Sinja Kraus                        | Lea Bošković Veronika Erjavec                    |
| 16.5.   | Platja d’Aro                                                               | Guiomar Maristany Zuleta de Reales | Andrea Gámiz Ángela Fita Boluda                  |
| 16.5.   | Antalya                                                                    | Darja Lodikowa                     | Martina Colmegna Dia Ewtimowa                    |
| 16.5.   | Kairo                                                                      | Barbora Matúšová                   | Antonia Schmidt Diletta Cherubini                |
| 16.5.   | Iraklio                                                                    | Lola Radivojević                   | Michaela Laki Lola Radivojević                   |
| 16.5.   | Monastir                                                                   | Ayumi Morita                       | Wei Sijia Yao Xinxin                             |
| 16.5.   | Cancún                                                                     | Dasha Ivanova                      | Saki Imamura Miho Kuramochi                      |
| 16.5.   | Oran                                                                       | Inès Ibbou                         | Luisa Meyer auf der Heide Lexie Stevens          |
| 23.5.   | Orlando ITF World Tennis Tour Orlando III 2022                             | Robin Anderson                     | Sophie Chang Angela Kulikov                      |
| 23.5.   | Grado Città di Grado Tennis Cup 2022                                       | Elisabetta Cocciaretto             | Alena Fomina-Klotz Dalila Jakupović              |
| 23.5.   | Tiflis                                                                     | Anna Brogan                        | Nefisa Berberović Lu Jiajing                     |
| 23.5.   | Netanja                                                                    | Priscilla Hon                      | Haruna Arakawa Natsuho Arakawa                   |
| 23.5.   | Annenheim                                                                  | Silvia Ambrosio                    | Miharu Imanishi Kanako Morisaki                  |
| 23.5.   | Iraklio                                                                    | Lola Radivojević                   | Noelia Bouzo Zanotti Ani Wangelowa               |
| 23.5.   | Antalya                                                                    | Tatiana Barkova                    | Wiktorija Petrenko Doğa Türkmen                  |
| 23.5.   | Santa Margarida de Montbui                                                 | Nahia Berecoechea                  | Shin Ji-ho Celine Simunyu                        |
| 23.5.   | Oran                                                                       | Lexie Stevens                      | Amira Benaïssa Inès Ibbou                        |
| 23.5.   | Monastir                                                                   | Ayumi Morita                       | Wei Sijia Yao Xinxin                             |
| 23.5.   | Cancún                                                                     | Stacey Fung                        | Sophia Graver Malkia Ngounoue                    |
| 23.5.   | Krško                                                                      | Aneta Kučmová                      | Aneta Kučmová Manca Pislak                       |
| 30.5.   | Surbiton Surbiton Trophy 2022/Damen                                        | Alison Van Uytvanck                | Ingrid Neel Rosalie van der Hoek                 |
| 30.5.   | Brescia Internazionali Femminili di Brescia 2022                           | Ángela Fita Boluda                 | Nuria Brancaccio Lisa Pigato                     |
| 30.5.   | Brașov Brașov Open 2022                                                    | Jaimee Fourlis                     | Jesika Malečková Isabella Schinikowa             |
| 30.5.   | Chiang Rai                                                                 | Gao Xinyu                          | Momoko Kobori Luksika Kumkhum                    |
| 30.5.   | Annenheim Carinthian Ladies Lake’s Trophy II 2022                          | Laura Siegemund                    | Jessie Aney Lena Papadakis                       |
| 30.5.   | Tiflis                                                                     | Anastassija Sacharowa              | Angelina Gabujewa Anastassija Sacharowa          |
| 30.5.   | Changwon                                                                   | Kurumi Nara                        | Choi Ji-hee Han Na-lae                           |
| 30.5.   | Cancún                                                                     | Stacey Fung                        | wegen anhaltenden schlechten Wetters abgebrochen |
| 30.5.   | Monastir                                                                   | Alice Tubello                      | Kristina Paskauskas Wei Sijia                    |
| 30.5.   | Iraklio                                                                    | Kajsa Rinaldo Persson              | Eleni Christofi Gabriella Da Silva Fick          |
| 30.5.   | Rancho Santa Fe                                                            | Talia Gibson                       | Marija Kosyrewa Veronica Miroshnichenko          |
| 30.5.   | Čatež ob Savi                                                              | Vivian Wolff                       | Li Yu-yun Anna Zyryanova                         |

### Juni
| Datum 1 | Turnierort                                                                                                | Siegerin Einzel       | Siegerinnen Doppel                                        |
| ------- | --- | --------------------- | --------------------------------------------------------- |
| 6.6.    | Pörtschach Carinthian Ladies Lake’s Trophy III 2022                                                       | Laura Siegemund       | Jessie Aney Anna Sisková                                  |
| 6.6.    | Biarritz Engie Open de Biarritz Pays Basque 2022                                                          | Mina Hodzic           | Anna Danilina Walerija Strachowa                          |
| 6.6.    | Caserta Internazionali Femminili di Tennis Città di Caserta 2022                                          | Kristina Mladenovic   | Despina Papamichail Camilla Rosatello                     |
| 6.6.    | Tiflis | Anastassija Sacharowa | Angelina Gabujewa Anastassija Sacharowa                   |
| 6.6.    | Madrid | Jaimee Fourlis        | Yvonne Cavalle-Reimers Guiomar Maristany Zuleta de Reales |
| 6.6.    | Chiang Rai                                                                                                | Gao Xinyu             | Rutuja Bhosale Erika Sema                                 |
| 6.6.    | Incheon                                                                                                   | Carol Zhao            | Choi Ji-hee Han Na-lae                                    |
| 6.6.    | Santo Domingo                                                                                             | Jana Kaladsinskaja    | Tiphanie Fiquet Mell Elizabeth Reasco González            |
| 6.6.    | Monastir                                                                                                  | Francesca Curmi       | Wei Sijia Yao Xinxin                                      |
| 6.6.    | Norges-la-Ville                                                                                           | Alice Tubello         | Anastassija Gurjewa Luciana Moyano                        |
| 6.6.    | San Diego                                                                                                 | Han Jiangxue          | Kimmi Hance Makenna Jones                                 |
| 6.6.    | Banja Luka                                                                                                | Aneta Kučmová         | Katarína Kužmová Nina Radovanovic                         |
| 13.6.   | Ilkley Ilkley Trophy 2022                                                                                 | Dalma Gálfi           | Lizette Cabrera Jang Su-jeong                             |
| 13.6.   | Česká Lípa Mácha Lake Open 2022                                                                           | Sára Bejlek           | Karolína Kubáňová Aneta Kučmová                           |
| 13.6.   | Madrid Open Arcadis Brezo Osuna 2022                                                                      | Marina Bassols Ribera | Anna Danilina Anastassija Tichonowa                       |
| 13.6.   | Denain | Leyre Romero Gormaz   | Katharina Hobgarski Walerija Strachowa                    |
| 13.6.   | Santo Domingo                                                                                             | Hurricane Tyra Black  | Alicia Herrero Liñana Melany Solange Krywoj               |
| 13.6.   | Pörtschach Carinthian Ladies Lake’s Trophy IV 2022                                                        | Sinja Kraus           | Michaela Bayerlová Tina Cvetkovič                         |
| 13.6.   | Raʿanana                                                                                                  | Polina Kudermetowa    | Lee Ya-hsuan Wu Fang-hsien                                |
| 13.6.   | Sumter | Sophie Chang          | Kylie Collins Peyton Stearns                              |
| 13.6.   | Chiang Rai                                                                                                | Naho Satō             | Anri Nagata Naho Satō                                     |
| 13.6.   | Monastir                                                                                                  | Francesca Curmi       | Cho I-hsuan Matilde Mariani                               |
| 13.6.   | San Diego                                                                                                 | Makenna Jones         | Bunyawi Thamchaiwat Yang Ya-yi                            |
| 20.6.   | Ystad | Darja Semeņistaja     | Caijsa Wilda Hennemann Martyna Kubka                      |
| 20.6.   | Klosters Swiss Tennis International Tour 2022                                                             | Brenda Fruhvirtová    | Miriam Bulgaru Brenda Fruhvirtová                         |
| 20.6.   | Prokuplje                                                                                                 | Natália Szabanin      | Schibek Qulambajewa Prarthana Thombare                    |
| 20.6.   | Périgueux                                                                                                 | Séléna Janicijevic    | Rebeca Pereira Daniela Seguel                             |
| 20.6.   | Wichita                                                                                                   | Elizabeth Mandlik     | Allura Zamarripa Maribella Zamarripa                      |
| 20.6.   | Raʿanana                                                                                                  | Marija Timofejewa     | Sofja Lansere Marija Timofejewa                           |
| 20.6.   | Cantanhede                                                                                                | Francisca Jorge       | Jessy Rompies Olivia Tjandramulia                         |
| 20.6.   | Gurugram                                                                                                  | Karman Kaur Thandi    | Saki Imamura Priska Madelyn Nugroho                       |
| 20.6.   | Bukarest                                                                                                  | Chantal Sauvant       | Simona Ogescu Michaela Zonewa                             |
| 20.6.   | Chiang Rai                                                                                                | Ramu Ueda             | Chompoothip Jundakate Tamachan Momkoonthod                |
| 20.6.   | Monastir                                                                                                  | Wei Sijia             | Wei Sijia Yao Xinxin                                      |
| 20.6.   | Colorado Springs                                                                                          | Katarina Kozarov      | Carmen Corley Ivana Corley                                |
| 20.6.   | Alkmaar                                                                                                   | Maileen Nuudi         | Walerija Oljanowskaja Stefania Rogozińska Dzik            |
| 27.6.   | Charleston LTP 100 II 2022                                                                                | Carol Zhao            | Alycia Parks Sachia Vickery                               |
| 27.6.   | Montpellier Open International Féminin de Montpellier 2022                                                | Oxana Selechmetjewa   | Andrea Gámiz Andrea Lázaro García                         |
| 27.6.   | Stuttgart Internationale Württembergische Damen-Tennis-Meisterschaften um den Stuttgarter Stadtpokal 2022 | Katharina Hobgarski   | Ángela Fita Boluda Emily Seibold                          |
| 27.6.   | Gurugram                                                                                                  | Sahaja Yamalapalli    | Priska Madelyn Nugroho Ankita Raina                       |
| 27.6.   | Tarvisio                                                                                                  | Tara Würth            | Lea Bošković Veronika Erjavec                             |
| 27.6.   | The Hague                                                                                                 | Natália Szabanin      | Jasmijn Gimbrère Isabelle Haverlag                        |
| 27.6.   | Porto | Pemra Özgen           | Lee Ya-hsuan Wu Fang-hsien                                |
| 27.6.   | Palma del Río                                                                                             | Marina Bassols Ribera | Walerija Sawinych Fanny Stollár                           |
| 27.6.   | Columbus                                                                                                  | Katrina Scott         | Irina Cantos Siemers Sydni Ratliff                        |
| 27.6.   | Prokuplje                                                                                                 | Lola Radivojević      | Katerina Dimitrowa Maria Sholokhova                       |
| 27.6.   | Monastir                                                                                                  | Manon Léonard         | Yuka Hosoki Eri Shimizu                                   |
| 27.6.   | Los Angeles                                                                                               | Eryn Cayetano         | Eryn Cayetano Salma Ewing                                 |